# Сіменович Володимир Львович
Володимир Львович Сіменович (4 січня 1859, с. Фільварки (нині — у межах м. Монастириська), або Бучач — 13 червня 1932, Чикаго) — український громадський діяч у США, лікар, журналіст. Брат Олени Кисілевської.

## Життєпис

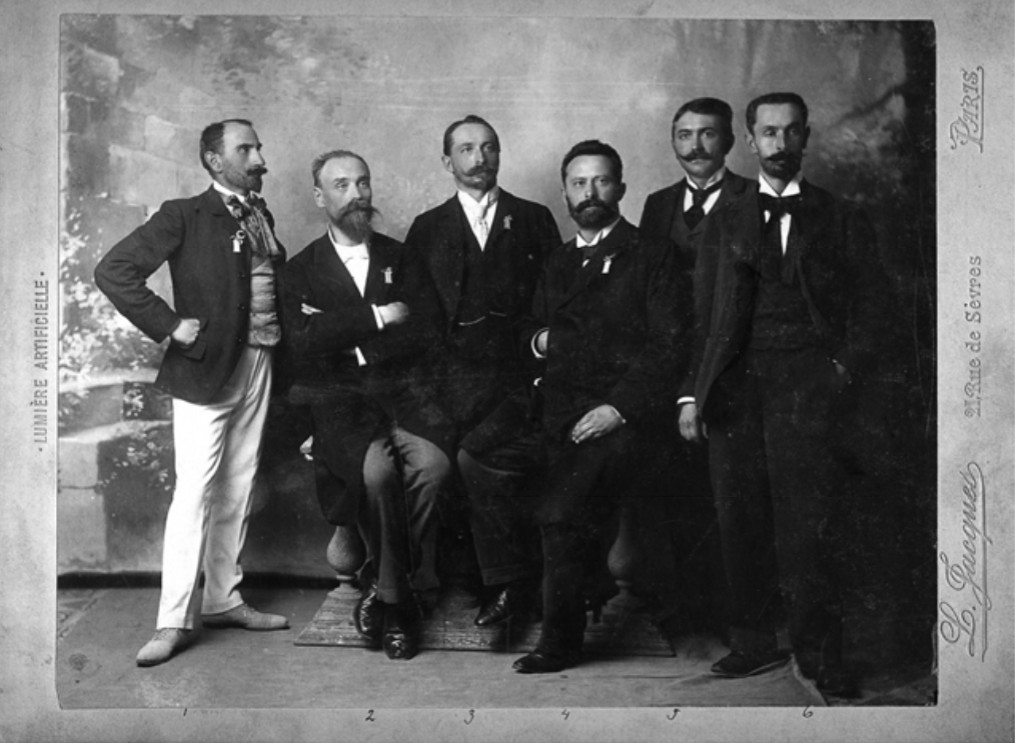
Делегати ХІІІ Міжнародного конгресу лікарів. Париж, 1900 р. Зліва направо: Володимир Сіменович, Іван Горбачевський, Є. Кобринський, В. Кобринський, Теофіл Гвоздецький, В. Шмігельський

Володимир Сіменович, за даними його сестри Олени Кисілевської (також — Тернопільського енциклопедичного словника) народився 4 січня 1859 року в с. Фільварках Бучацького повіту Королівство Галичини та Володимирії, Австро-Угорщина (нині — у межах м. Монастириськ, Тернопільська область, Україна). За даними «Енциклопедії українознавства», народився в Бучачі.
Навчався в гімназіях у Бережанах, Бучачі (при монастирі василіян), Львові. Грецьку мову вивчав в Івана Франка. у 1885 році вступив на правничий факультет Львівського університету. у 1887 році прибув до США, був редактором тижневика «Америка» в Шенандоа, організатором кооперативних крамниць у Пенсільванії, активним діячем Українського Народного Союзу (УНС). З 1892 року — в Чикаго, де в 1895 році закінчив медичні студії в місцевому університеті.
У 1912–1914 — голова Просвітної комісії Українського Народного Союзу, у 1930–1932 — головний редактор тижневика «Україна» в Чикаго, на сторінках якого опубліковано наслідки проведеної ним у 1930 році статистики українців у цьому місті. Редагував журнал «Америка», який видавав о. Іван Волянський, книги та газети для товариства «Просвіта».
Помер 13 червня 1932 року в Чикаго.